# آدولف پیلتس
آدولف پیلتس (به آلمانی: Adolf Piltz)  ؛ (۸ دسامبر ۱۸۵۵ - ۱۹۴۰) یک ریاضیدان آلمانی و پژوهشگر نظریه اعداد بود. او احتمالاً نخستین کسی بود که در سال ۱۸۸۴ یک فرضیه تعمیم یافته ریمان را فرموله کرد.